# Pärnu Rannastaadion
Pärnu Rannastaadion – wielofunkcyjny stadion znajdujący się w mieście Pärnu, w Estonii. Na tym stadionie swoje mecze rozgrywa drużyna piłkarska JK Vaprus Pärnu. Stadion może pomieścić 3 000 widzów.